# Тариф, Муафак
Муа́фак Тари́ф (вариант транскрипции имени: Мувафак, Мовафак) (араб.  موفق طريف‎ ; род. 30 июля 1963, Джулис, Израиль) — духовный лидер друзской общины Израиля.

## Биография
Муафак Тариф (полное имя: шейх Муафак Мухаммад Тариф) родился в друзской деревне Джулис на севере Израиля в семье Мухаммада и Муниры Тариф. Его дед с материнской стороны, шейх Амин Тариф, был духовным лидером друзской общины Израиля с 1928 года вплоть до своей смерти в 1993 году.
Духовное лидерство друзской общины региона передаётся внутри семейства Тарифов ещё с 1753 года, когда оно было передано шейху Мухаммаду Тарифу шейхом Махмудом Нафа из деревни Бейт-Джан. Шейх Мухаммад Тариф в свою очередь передал духовное лидерство общины своему сыну, шейху Сулейману Тарифу, в 1795 году, тот передал его своему сыну, шейху Мухаммаду Тарифу, в 1833 году, следующим духовным лидером общины стал в 1864 году сын последнего, шейх Мухана Тариф, передавший лидерство в 1889 году своему брату, шейху Тарифу Тарифу, по кончине которого духовное лидерство перешло в 1928 году шейху Амину Тарифу.
По окончании школы Муафак Тариф получил специальное друзское образование в Аль-Баяде, Ливан.
В завещании от 20 марта 1985 года шейх Амин Тариф, не оставивший за собой прямого наследника мужского пола, завещал духовному руководству друзской общины Израиля признать Муафака Тарифа своим преемником на посту лидера общины, а также ответственным за управление святыми для друзов могилой пророка Шуэйба (Иофора), могилой пророка Хадера (Илии) и молитвенным домом (хильве) в Джулисе.
Шейх Амин Тариф скончался 2 октября 1993 года, и 22 октября в его доме в Джулисе состоялось собрание духовного руководства друзской общины Израиля, в ходе которого было принято постановление о признании шейха Муафака Тарифа преемником шейха Амина Тарифа на посту духовного лидера общины.
Муафак Тариф возглавил Религиозный друзский совет Израиля и был переизбран на данный пост также в 2010 году после реорганизации совета и его перевода из-под ответственности Министерства по делам религий под ответственность Министерства внутренних дел Израиля, а затем и в 2017 году.

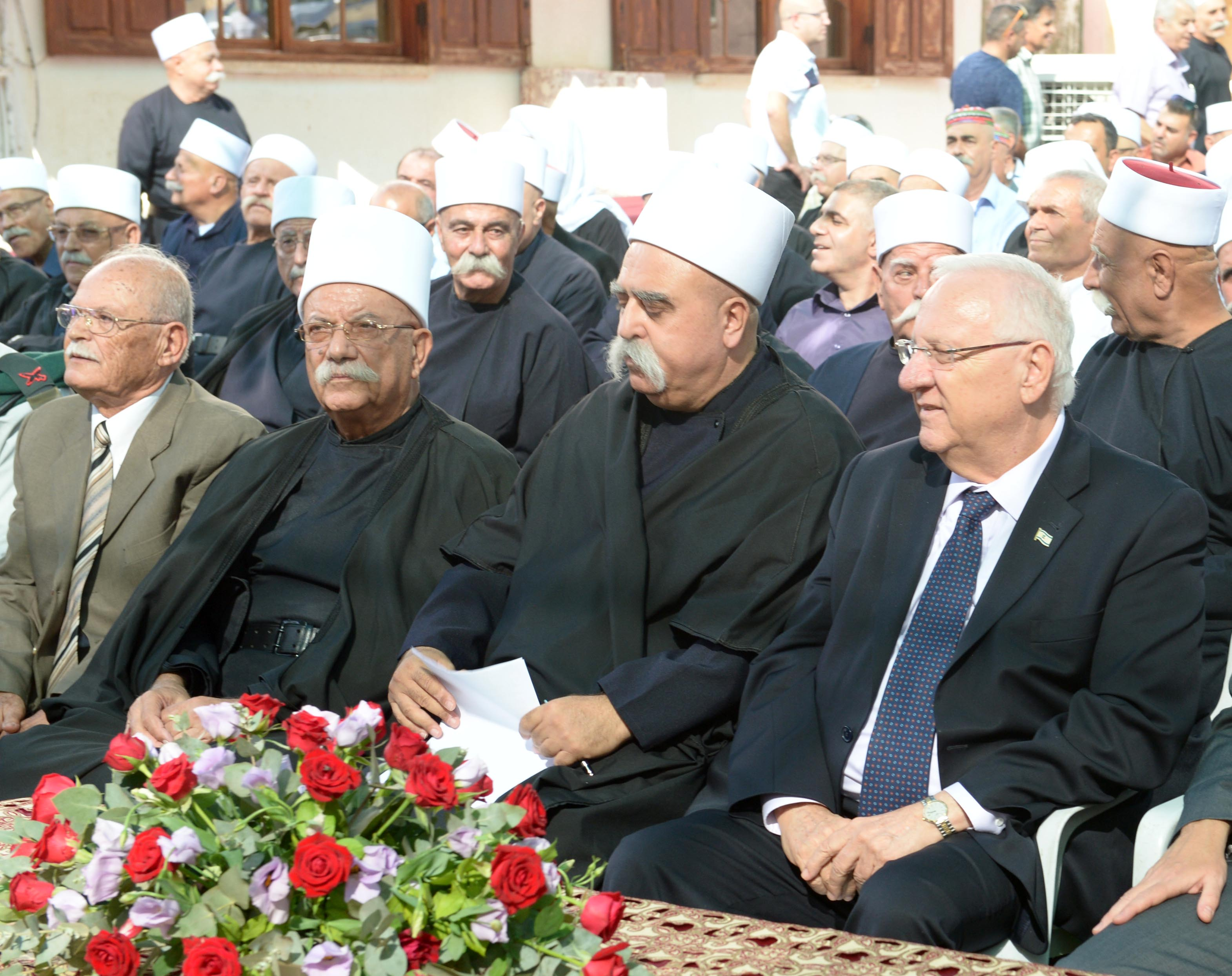
Тариф по правую руку от Президента Израиля Реувена Ривлина на праздновании Ид аль-адха, 2015

В роли духовного лидера друзской общины Израиля шейх Муафак Тариф продолжил линию своего предшественника, выражая лояльность государству и поощряя членов общины активно содействовать государству. При этом неоднократно поступал и вразрез с официальной государственной позицией, заступаясь за членов общины, например, дав благословение на поездку делегации друзских шейхов в Сирию и Ливан, несмотря на отсутствие необходимого разрешения израильских властей на выезд членов делегации во враждебные Израилю страны, или участвуя в демонстрациях против экспроприации друзских земельных участков с целью прокладки газопровода. Также вмешивался в разрешение междоусобных конфликтов среди членов общины.
13 сентября 2016 года Тариф также вступил на пост председателя друзского апелляционного суда — высшей инстанции религиозных судов, в исключительную компетенцию которых входит рассмотрение вопросов, связанных с бракосочетаниями и разводами друзов в Израиле, и вопросов создания и внутреннего управления вакфов, учрежденных на основании принципов друзской веры. Также входит в состав комиссии по назначению «кади мазхаб» (судей друзского религиозного суда) и в состав комиссии по этике Медицинского центра Галилеи.
Во время празднования 70-летия независимости Израиля в 2018 году Тариф получил почётное право зажечь один из факелов на торжественной церемонии в честь праздника на площади на горе Герцля в Иерусалиме.
В середине февраля 2022 года, вследствие обострения социальных протестов в заселённой друзами мухафазе Эс-Сувайда в Сирии, Тариф посетил Москву и провёл ряд встреч с представителями российского руководства с просьбой о российском вмешательстве с целью предотвращения трений и военных столкновений между членами друзской общины в Эс-Сувейде и сирийской армией или действующими на месте террористическими группировками.
В ноября 2022 года участвовал в переговорах по возвращению похищенного тела друзского подростка Тирана Феро, удерживаемого палестинскими боевиками в Дженине.
В 2010 году Тарифу было присвоено звание почётного доктора Хайфского университета. Он также окончил учёбу на факультете юриспруденции Академического колледжа «Оно».

## Публикации
- השייח מוואפק טריף אנחנו לא שכירי חרב: מנהיג העדה הדרוזית בטור מיוחד על חוק הלאום (Шейх Муафак Тариф, «Мы не наёмники: лидер друзской общины в особой колонке о Законе о национальном государстве»), Ynet (16.5.22) (Архивная копия от 18 мая 2022 на Wayback Machine) (иврит)